# Отян, Ерванд
Ерванд Отя́н (з.-арм. Երուանդ Օտեան; 19 сентября 1869, Константинополь — 3 октября 1926, Каир) — османский армянский писатель, сатирик, журналист, публицист, литературный критик и переводчик. Считается одним из самых плодовитых и значительных армянских сатириков наряду с Акопом Пароняном.

## Биография
Родился 19 сентября 1869 года в зажиточной семье. В 1882 году поступил в Перперианское училище, но полтора года спустя перешёл на домашнее обучение по рекомендации учителей. Поскольку его семья была образованной и ценившей искусство, в юности он много читал и выучил французский язык. В 1879 году вместе с дядей совершил девятимесячную поездку по крупнейшим городам Европы. Печататься начал в 1887 году, поступив работать в газету «Хайреник» («Родина»), принадлежавшую Арпиару Арпиаряну. С 1892 по 1896 год был помощником редактора этого издания, а с 1896 года — главным редактором.
В творчестве первоначально выступал только как критик и публицист, но с 1892 года также стал писать собственные художественные рассказы. Их тематика привела к его конфликту с османскими властями, ввиду чего он был включён в список «опасных лиц», поэтому в августе 1896 года по причине армянских погромов тайно бежал из Константинополя в Афины, прожив за границей последующие двенадцать лет. На протяжении этого периода он жил в Каире, Париже, Александрии, Лондоне и Бомбее. В Константинополь Отян вернулся только после младотурецкой революции в 1908 году. Многие его работы были опубликованы за границей в период вынужденной эмиграции в основанных им же сатирических изданиях в различных городах, где он временно жил.

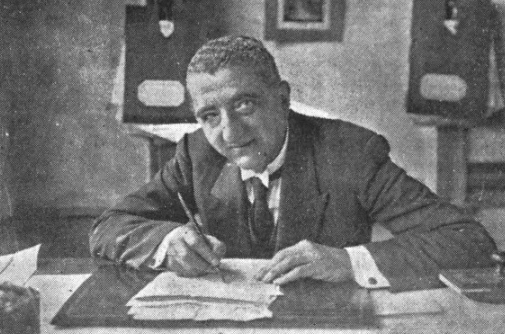

В 1915 году, когда в Османской империи начался геноцид армян, Отян был вместе с некоторыми другими армянскими деятелями культуры сослан в сирийскую пустыню, после чего сразу же направился в город Дейр-эз-Зор, где ему благодаря его знанию французского и турецкого языков удалось получить место переводчика в немецком консульстве. Согласно БСЭ, поддерживал установление советской власти в Армении. В 1919 году он вернулся в Стамбул и жил исключительно литературным трудом, а также был известен своей общественной деятельностью, организуя размещение в приютах подвергшихся депортации детей-армян. В 1922 году он уехал из Константинополя и поселился в Бухаресте, в 1924 году перебрался в ливанский город Триполи. В 1925 году переехал в Каир, где умер и был похоронен.
Творческое наследие Ерванда включает в себя сборники сатирических рассказов («Паразиты революции» (1898—1899)), повести («Пропагандист» (1901), «Товарищ Панджуни» (1908)), романы («Поп-посредник» (1895), «Семья, честь, нравственность» (1910), «Абдул Гамид и Шерлок Холмс» (1911), «Салиха Ханум» (1912)), а также памфлеты и фельетоны. В своих произведениях он подвергает критике и высмеивает различные пороки буржуазного общества и поддерживает борьбу народов Османской империи против власти султана. Он написал также автобиографическую работу «Տասներկու Տարի Պոլսէն Դուրս» (рус. «Двенадцать лет вне Константинополя») о своей жизни за границей. Из переводов на армянский язык, выполненных им, наиболее известны переводы всех трёх романов Л. Н. Толстого («Война и мир», «Анна Каренина», «Воскресение»), а также ряд произведений Достоевского, Горького, Марка Твена, Эмиля Золя и других писателей.

## Экранизации
- 1964 — Мсье Жак и другие (новелла «Мнимый доносчик»)
- 1992 — Товарищ Панджуни